# Alkalose
Eine Alkalose ist eine Störung des Säure-Basen-Haushaltes bei Menschen und Tieren, die ein Ansteigen des pH-Werts im Blut bewirkt. Das heißt, dass das Blut stärker basisch ist. Liegt der pH-Wert im Blut über 7,45 spricht man von einer Alkalose. Der Normalwert liegt bei pH 7,35 bis 7,45. Unter diesem Grenzwert spricht man von einer Azidose.

## Einteilung
- Ein pH-Wert über 7,7 ist in der Regel tödlich.
- Die respiratorische Alkalose entsteht durch exzessive Abatmung von Kohlenstoffdioxid bei einer Hyperventilation des Patienten. Dies kann psychogene Gründe haben, eine Folge von Angst oder eine Reaktion auf Schmerzen sein oder höhenbedingt (wegen sauerstoffärmerer Luft) und bei Tetanie und einem Rett-Syndrom[1] vorkommen.
- Gründe für eine metabolische Alkalose können Verlust von H+-Ionen (Hydronen) bei Erbrechen von saurem Mageninhalt, massive Zufuhr alkalischer Substrate, wie zum Beispiel Natriumhydrogencarbonat, eine diuretische (harntreibende) Therapie oder auch Störungen der Nierenfunktion sein. Definitionsgemäß liegt eine metabolische Alkalose dann vor, wenn ein zu großer Basenüberschuss (Base Excess) in der Blutgasanalyse nachgewiesen wird (ein Standard-Bikarbonat-Wert über 25 mmol/l).